# The Pride of the Clan
'The Pride of the Clan és una pel·lícula muda dirigida per Maurice Tourneur i protagonitzada per Mary Pickford. La pel·lícula, rodada en gran part a Marblehead (Massachusetts) es va estrenar el 8 de gener de 1917. L'actriu va estar a punt de morir durant el rodatge en bolcar el bot on es trobava.

## Argument
Després que el cap del clande la costa oest escocesa mori ofegat durant una tempesta, la seva filla Marget MacTavish consola els altres membres malgrat sentir-se destrossada per dins. Agafant el rol de cap tothom la segueix a l'església excepte David Pitcairn, que pensa que pregar no serveix per a res. Més endavant Marget i el pescador Jamie Campbell es prometen en una cerimònia tradicional. La senyora Campbell escriu a la comtessa de Dunstable per confessar-li que Jamie és fill seu i que ella, que era la dona que el cuidava, va fer veure que era mort per poder-se’l afillar. La comtessa arriba amb el seu segon marit i convenç Marget, que per al bé de Jamie han d'anular el compromís. Malgrat que Jamie protesta, ella imposa la seva autoritat com a cap del clan i li ordena que marxi. Marget decideix fer-se a la mar per marxar però el seu vaixell comença a enfonsar-se. Pitcairn ho descobreix i dona l'alarma mentre prega per Marget. Jamie agafa un bot del iot de la seva mare i la rescata. Els pares de Jamie acaben acceptant el matrimoni.

## Repartiment
- Mary Pickford (Marget MacTavish)
- Matt Moore (Jamie Campbell)
- Warren Cook (Robert, comte de Dunstable)
- Kathryn Browne-Decker (comtessa de Dunstable)
- Ed Roseman (David Pitcairn)
- Joel Day as The Dominie
- Leatrice Joy (extra)